# Marilyn Lightstone
Marilyn Lightstone est une actrice canadienne née le 28 juin 1940 à Montréal (Canada).

## Biographie
Elle fréquente l'école secondaire Baron Byng.

## Filmographie
- 1975 : Les Mensonges que mon père me contait (Lies My Father Told Me) de Ján Kadár : Annie Herman
- 1978 : Les Femmes de 30 ans : Klari
- 1979 : Mary and Joseph: A Story of Faith (TV) : Anna
- 1981 : Métal hurlant (Heavy Metal) : Whore / Queen (voix)
- 1982 : Love : Marilyn (segment "Love on Your Birthday")
- 1983 : The Wild Pony : Sarah
- 1983 : Bonheur d'occasion : Rose-Anna Lacasse
- 1983 : Spasmes (Spasms) de William Fruet : Dr. Claire Rothman
- 1984 : 3 Days
- 1984 : Le Défi des Gobots ("Challenge of the GoBots") (série télévisée) : Crasher (voix)
- 1984 : Heathcliff & the Catillac Cats (série télévisée) : Sonja (voix)
- 1984 : The Surrogate : Dr. Foreman
- 1980 : Les Entrechats ("Heathcliff") (série télévisée) : Sonja (1984-1987) (voix)
- 1985 : Kissyfur (série télévisée) : Additional Voices (voix)
- 1985 : Les Treize Fantômes de Scooby-Doo (The 13 Ghosts of Scooby-Doo) (série télévisée) (voix)
- 1985 : Anne of Green Gables (TV) : Miss Stacy
- 1986 : Heathcliff: The Movie
- 1986 : Justice aveugle (en) (Blind Justice) (TV) : Dr. Lathrop
- 1986 : GoBots: War of the Rock Lords : Crasher (voix)
- 1986 : Denis la Malice ("Dennis the Menace") (série télévisée) : Alice Mitchell / Martha Wilson (voix)
- 1987 : Anne of Green Gables: The Sequel (TV) : Miss Stacey
- 1989 : Super Mario Bros. (The Super Mario Bros. Super Show!) (série télévisée) (voix)
- 1990 : Potsworth & Co. (série télévisée) : Additional Voices
- 1991 : Abraxas, Guardian of the Universe (en) de Damian Lee : Abraxas' Answer Box (voix)
- 1992 : Timescape : Le Passager du futur (Timescape) : Madame Iovine
- 1995 : L'Aigle de fer 4 (Iron Eagle IV) : Dr. Francis Gully
- 1998 : Rescuers: Stories of Courage: Two Couples (TV) : Johtje's Mother (segment "Aart and Johtje Vos")
- 2002 : Dennis the Menace in Cruise Control (TV) : Alice Mitchell / Martha Wilson (voix)
- 2002 : Madeline et le Roi (My Fair Madeline) : Miss Higginsbottom (voix)